# Thylacosmilus atrox
Thylacosmilus atrox és una espècie extinta de mamífer esparassodont de la família dels tilacosmílids. Se n'han trobat restes fòssils a Sud-amèrica. És considerat l'única espècie del gènere Thylacosmilus, car una altra espècie descrita, T. lentis, és amb tota seguretat un sinònim de T. atrox. El gènere Achlysictis és un parent proper o, potser, fins i tot un sinònim més antic de Thylacosmilus.

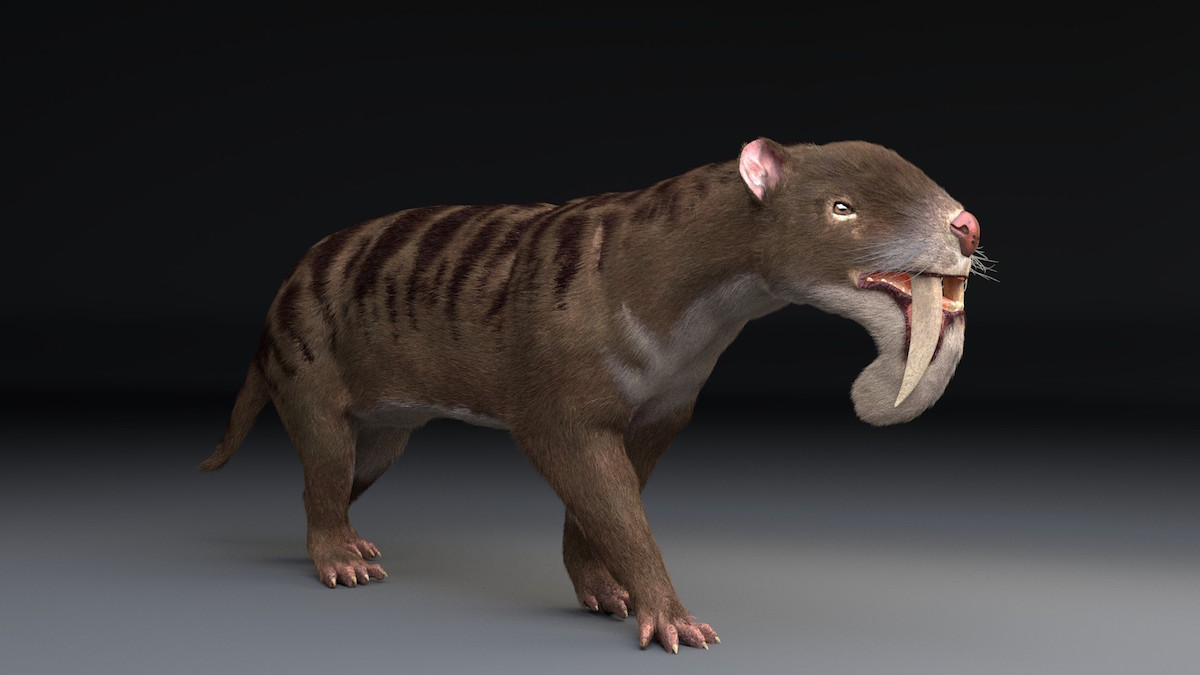
Reconstrucció de Thylacosmilus (Blender 3d)